# 難波田憲次
難波田 憲次（なんばた のりつぐ、生没年不詳）は戦国時代から安土桃山時代の武蔵国の武将。大森式部大輔明昇の子。因幡守。子に難波田憲利。
母は難波田憲重の娘で、母方の難波田家を相続した。
上田朝直に仕えていたが、天正18年（1590年）の前田利家・上杉景勝の松山城攻めの時に城代の山田直安以下金子家基・若林氏らと降伏。
三千余騎で利家の先手に加わり八王子城を攻める。その後山城国嵯峨に隠棲、同地で死去。法名遊心。妻は三条右大臣某（三条実綱か）の娘。
嫡男憲利は文禄元年（1592年）から徳川家康・秀忠に仕えて寛永12年（1635年）に62歳で死去。子孫は代々幕臣となっている。